# Siraga Huta Padang
Siraga Huta Padang is een bestuurslaag in het regentschap Padang Lawas Utara van de provincie Noord-Sumatra, Indonesië. Siraga Huta Padang telt 185 inwoners (volkstelling 2010).